# Dennis' Twist
Dennis’ Twist est un groupe de musique pop français. Actif entre 1985 et 1990, le groupe faisait paraître ses albums au label Vogue.

## Biographie
Dennis' Twist est formé et composé d'auteurs de bande dessinée des Humanoïdes Associés : Dodo, Vuillemin, Frank Margerin et Jean-Claude Denis. Il comptait aussi Philippe Poirier, Denis Sire, Michèle, Marie Jo, et Doc Guyot. Le groupe sort un premier mini-album homonyme, en 1986, au label Vogue. Avec le single Tu dis que tu l’M inspiré de Hungry Heart de Bruce Springsteen, le Dennis’ Twist occupe la dixième place du Top 50 en mars 1987.
Ils sortent leur deuxième opus, Play Back Complet, en 1988. Faute de succès, le groupe s'arrête en juin 1990. « On a voulu imposer notre style à la maison de disque » explique Frank Margerin. « On n’en avait rien à foutre, on avait tous un métier. On n’avait pas envie de faire de concessions et de devenir un groupe de variété ».

## Discographie

### Singles
- 1982 : J'irai twister le blues
- 1986 : Tu dis que tu l’M
- 1987 : Des bises de moi pour toi
- 1988 : Achtung dans l’ascenseur (vos papiers bitte)
- 1988 : Toutes les larmes du ciel
- I Feel Fine